# Траян (комуна, Бакеу)
Траян (рум. Traian) — комуна у повіті Бакеу в Румунії. До складу комуни входять такі села (дані про населення за 2002 рік):
- Богденешть (573 особи)
- Зеподія (502 особи)
- Траян (1266 осіб)
- Хертіоана-Резеші (62 особи)
- Хертіоана-де-Жос (155 осіб)

Комуна розташована на відстані 254 км на північ від Бухареста, 10 км на північний схід від Бакеу, 72 км на південний захід від Ясс.

## Населення
За даними перепису населення 2002 року у комуні проживала 4731 особа.
Національний склад населення комуни:
| Національність | Кількість осіб | Відсоток |
| -------------- | -------------- | -------- |
| румуни         | 4728           | 99,9%    |
| угорці         | 1              | < 0,1%   |
| серби          | 1              | < 0,1%   |

Рідною мовою назвали:
| Мова      | Кількість осіб | Відсоток |
| --------- | -------------- | -------- |
| румунську | 4730           | > 99,9%  |

Склад населення комуни за віросповіданням:
| Релігія       | Кількість осіб | Відсоток |
| ------------- | -------------- | -------- |
| римо-католики | 3563           | 75,3%    |
| православні   | 1151           | 24,3%    |
| п'ятдесятники | 10             | 0,2%     |
| реформати     | 5              | 0,1%     |

## Зовнішні посилання
- Дані про комуну Траян на сайті Ghidul Primăriilor [Архівовано 3 червня 2011 у Wayback Machine.]